# 糸井史朗
糸井 史朗（いとい しろう、1975年 - ）は、水圏生産科学、水圏生命科学を専門とする日本の海洋生物学者である。農学博士(糸井 2003)。2020年、日本大学生物資源科学部の教授。フグ属におけるフグ毒テトロドトキシンとその生態などの研究で著名である。

## 概要
2003年3月、東京大学にて博士号(農学)を修める。
2003年4月より2003年8月、東京大学大学院農学生命科学研究科学術研究支援員を務める。
2003年9月より2004年3月、科学技術振興事業団重点研究支援協力員(独立行政法人水産総合研究センター中央水産研究所)を務める。
2004年4月より2008年3月、日本大学生物資源科学部の助手を務める。
2008年4月より2013年3月、日本大学生物資源科学部の専任講師を務める。
2013年4月より2020年3月、日本大学生物資源科学部の准教授を務める。
2020年4月より、日本大学生物資源科学部の教授に就任する。

## 主要研究
文部科学省より科学研究費助成事業の助成を受けた主要研究には次のようなものがある。
2005年より2006年 『丹沢大山総合調査 生きもの再生調査』。
2005年より2006年 『キチンの有効利用システムの構築に関する基礎的研究』。
2005年より2006年 『魚類腸内細菌叢の分子系統解析に関する研究』。
2006年より2007年 『メジナおよびクロメジナの生態に関する分子生物学的研究』。
2007年より2008年 『カジカ地域個体群の系統分類およびその起源に関する研究』。
2007年より2008年 『魚類飼育水槽中の微生物群に関する分子生物学的研究』。
2009年より2009年 『受水槽水における一般細菌の細菌叢に関する研究』。
2009年より2010年 『オオクチバス・コクチバスのMt-DNAハプロタイプ分析研究』。
2009年より2010年 『上水道に使用される地下水の細菌叢に関する研究』。
2010年より2011年 『ツツイカ類における蓄熱布の有効性について』。
2011年より2012年 『海洋性乳酸菌の分離と海産魚介類の増養殖への応用』。
2011年より2013年 『森-里-川-海の連環からなる複合生態系の構造解明 -フィールド教育の体系化を目指して-』。
2011年より2015年 『クルマエビ類の生体防御機構と病原微生物間の相互作用に関する免疫・ゲノム科学研究』。
2013年より2014年 『トラフグ属魚類におけるフグ毒の水平移行および垂直移行に関する研究』。
2015年より2016年 『フグ毒を保有する多岐腸類の分類体系構築に関する研究』。
2016年より2017年 『フグ毒を保有する海産生物の毒化機構の解明~新たな和食の食材提供に資する基礎的研究』。
2016年より2019年 『未記載種ムツ属魚類の生態に関する研究』。
2019年より2023年 『フグの毒化に及ぼすヒラムシの影響-真のフグ毒生産者はだれか?』。
2023年より2027年 『テトロドトキシンの生合成機構解明~生産の場である有毒ツノヒラムシ属の重要性~』。

## 論文
- 糸井, 史朗「魚類F0F1-ATPaseの温度適応に関する分子生物学的および生化学的研究」『博士論文 (東京大学)』2003年3月28日、NAID 500000292129、東京大学 甲第18149号。

## 著書
- 中添純一、山中英明 編『水産物の品質・鮮度とその高度保持技術』恒星社厚生閣〈水産学シリーズ141〉、2004年。ISBN 4769910061。
- 福田裕、渡部終五、中村弘二 編『水産物の原料・産地判別』恒星社厚生閣〈水産学シリーズ149〉、2006年。ISBN 476991038X。
- 丹沢大山総合調査団　 編『丹沢大山総合調査学術報告書』財団法人平岡環境科学研究所 2007。ISBN 9784990375324。
- 杉田治男 編「6章 循環濾過システム」『養殖の餌と水-陰の主役たち』恒星社厚生閣、2008年。ISBN 9784769910770。
- 海野徹也、吉田将之、糸井史朗『メジナ 釣る? 科学する?』恒星社厚生閣、2011年。ISBN 9784769912552。
- 杉田治男 編「17章 海洋生物の毒」『水族館と海の生き物たち』恒星社厚生閣、2014年。ISBN 9784769914709。
- 杉田治男 編「7章 循環濾過システム」『養殖の餌と水-陰の主役たち』（増補改訂版）恒星社厚生閣、2014年。ISBN 9784769914914。

## 参考資料
- “増殖環境学研究室”.   日本大学. 2023-0628閲覧。